# Обет молчания
 Обет молчания — один из священных обетов, распространённый во многих религиях и религиозных течениях мира. Обет молчания может различаться по продолжительности и ритуальной значимости. 

## Мировые религии
Обет молчания был распространён среди пифагорейцев.
Обет молчания является распространённой практикой при посвящении в монашеский или другой религиозный сан среди многих религий и народов мира. К примеру, русская православная подвижница Вера Молчальница (? — 6 (18) мая 1861) и затворница Сыркова Девичьего монастыря в Новгородской области хранили обет молчания 23 года. Обет также широко распространён среди монахов в таких религиях, как буддизм, синтоизм, индуизм. В последнем он непременно сопровождает занятия йогой.
Одной из разновидностей обета молчания является исихазм (от др.-греч. ἡσυχία, «спокойствие, тишина, уединение») — особого рода мистическая практика православных монахов (исихастов), в которой применяется безмолвная молитва ради созерцания Божественного света.

## Секты и верования
Многие колдуны, ведуньи, гадалки и др. после инициации или самостоятельного посвящения в чёрную или серую магию дают себе обет молчания. Обет молчания в этом и других случаях не всегда означает что человек должен всё время молчать в буквальном смысле этого слова. Колдуны могут рассказывать самые разные вещи, не нарушая своей клятвы затрагивать определённые темы. Основная цель обета молчания — так называемая «конфирмация», которая выражается в постоянном обращении к Богу, различным духам и их многочисленным ликам для подтверждения своей веры в них. Обет молчания принимают также многие сектанты. К примеру, Пензенские затворники, ожидавшие «конца света» в выкопанной ими землянке близ села Никольское Бековского района Пензенской области, долгое время держали обет молчания, но нарушили его, попросив у спасателей передать им воду.

## В психологии и обществе
Следует отличать описанные формы религиозного подвижничества от мутизма — выделяемого в психологии вида психомоторных расстройств, проявляющегося в отказе говорить. Мутизм обычно имеет причиной психотравмы, но может иметь и морально-религиозные или идейные причины: позорность личного события, решение считать жизнь греховной, классовые различия (подобно существующим в кастах Индии). Мутизм может перетекать в логофобию. Логофобия, как и обет молчания, может быть избирательной, — например, человек, страдающий этим расстройством, свободно общается с друзьями или соратниками по религиозной общине, но с другими людьми говорить не может.
В обществе отказ социума контактировать с каким-либо частным или юридическим лицом, или отказ этого лица контактировать с социумом, называется бойкот. Это тоже может иметь морально-религиозные причины, как, например, херем в иудаизме.
В религиозных сообществах уделяется особое внимание вопросу, пришёл человек к религии по вере и убеждениям или сбежал от мира из-за социофобии и т. п. проблем.